# Antonio Nin y Soler
Antonio Nin y Soler (Vendrell de Tarragona, Reino de España, 1783 - Montevideo, Uruguay, después de 1846) fue un intelectual, rico empresario y marino mercante español, influenciado por la Ilustración española que cuando residiera en el Reino de Francia, devendría en revolucionario en 1830 y como tal, la financiaría para continuarla en su país. También tradujo un libro del inglés al castellano que refiere al respecto, el cual fue editado en Marsella y lleva su nombre. Al ser capturado por mandato del rey Fernando VII en la frontera franco-española fue recluido en Barcelona como revolucionario, y se le computarían varios años de prisión pero luego fue conmutada por el exilio, por lo cual, se radicó definitivamente en el Estado uruguayo, en donde fundó diversas empresas y dejaría una ilustre descendencia.

## Biografía hasta la residencia en la Banda Oriental rioplatense

### Origen familiar y primeros años
Antonio Nin y Soler había nacido en el año 1783 en la villa de Vendrell, ubicada en la provincia catalana de Tarragona que forma parte del Reino de España, siendo el segundogénito de los hispano-catalanes Antonio Nin y Estalella (Lliurona de Albañá, provincia de Gerona, ca. 1748 - f. después de 1821) y de María Soler (n. Vendrell, ca. 1760). Tenía dos hermanos que lo acompañaban en las travesías marítimas por el mundo, el mayor llamado Juan y el menor, Esteban Nin y Soler.

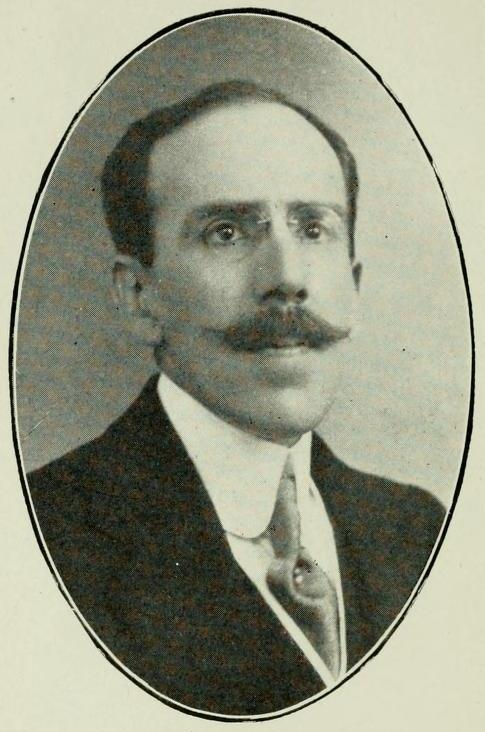
Doctor argentino-uruguayo Joaquín Nin Posadas.

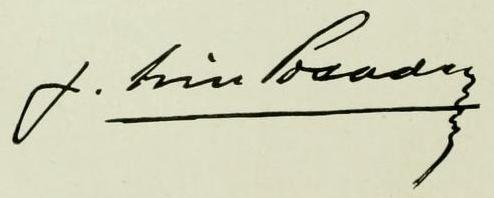
Firma de Joaquín Nin Posadas.

Su hermano mayor Juan Nin y Soler (n. Vendrell, 1781) se casó en la iglesia de Nuestra Señora de Guadalupe de la villa rioplatense oriental de Canelones el 31 de mayo de 1810, con María Joaquina González Hidalgo y Hernández Tejera y con quien tuvo siete hijos, siendo el segundogénito Juan María Nin y González que se casaría en Montevideo el 25 de enero de 1840 con su prima Silveria Nin y Alagón, y el sexto hijo llamado Joaquín Nin y González, socio fundador de la Asociación Rural del Uruguay en 1871, que se uniría en matrimonio con Julia Cecilia de Posadas y Albín, (n. 1833) una hermana de Juana de Posadas, que era suegra del doctor Federico R. Cuñado, y bisnietas del doctor Gervasio Antonio de Posadas, primer Director Supremo de las Provincias Unidas del Río de la Plata.
El otro hermano que era el menor se llamaba Esteban Nin y Soler (n. ib., ca. 1791) y se casó el 4 de abril de 1821 en Colonia del Sacramento con Juana Eusebia Alagón (n. Colonia, ca. 1801), una hija de José Alagón (n. Buenos Aires, ca. 1771) y de Francisca Crosa (n. Montevideo, ca. 1781), y quienes concebirían a tres hijos: Silveria Nin y Alagón (n. Colonia de Sacramento, ca. 1822), ya citada por haberse casado con un primo, Alejandrina y Federico Nin Alagón.
Del matrimonio de sus dos sobrinos antedichos Juan Nin González y su prima Silveria Nin Alagón nacieron Silveria Nin y Nin (n. ca. 1848) enlazada en 1868 con su primo segundo Julio Nin y Antuña, y el doctor Alberto Nin y Nin en nupcias con su prima segunda Matilde Frías y Nin Reyes.
Del enlace de su otro sobrino Joaquín Nin González con Julia Posadas nacieron Sara, Julia, Sofía, Adela y el doctor Joaquín Nin Posadas (Montevideo, 26 de mayo de 1871-Buenos Aires, 1923) que había sido criado como porteño, hizo sus primeros estudios en el Colegio Nacional de Buenos Aires y se recibió de médico en la facultad de la UBA.

### Viajes interoceánicos y mudanza a Montevideo
Como buen hombre de negocios se dedicó a fundar empresas y logró reunir un fuerte capital que invirtió en comprar un barco al que llamó El Federico. Con el mismo haría viajes muy distantes a través del océano Atlántico, comerciando con los puertos de Buenos Aires y Montevideo de las ya fácticamente independizadas Provincias Unidas del Río de la Plata, y en la lejana isla de Madagascar, ubicada en el océano Índico, en donde establecía la primera compañía de sal.
Hacia 1810, se mudó a Montevideo por haber conocido a Benita Reyes con quien se casó en 1813 y residió en esta ciudad hasta 1825, año en el que decidieron mudarse a España. Para esta fecha ya tenían dos hijos: Federico y Antonio.

## Retorno a Europa y actuación en las revoluciones liberales

### Residencia en Cataluña y en Francia

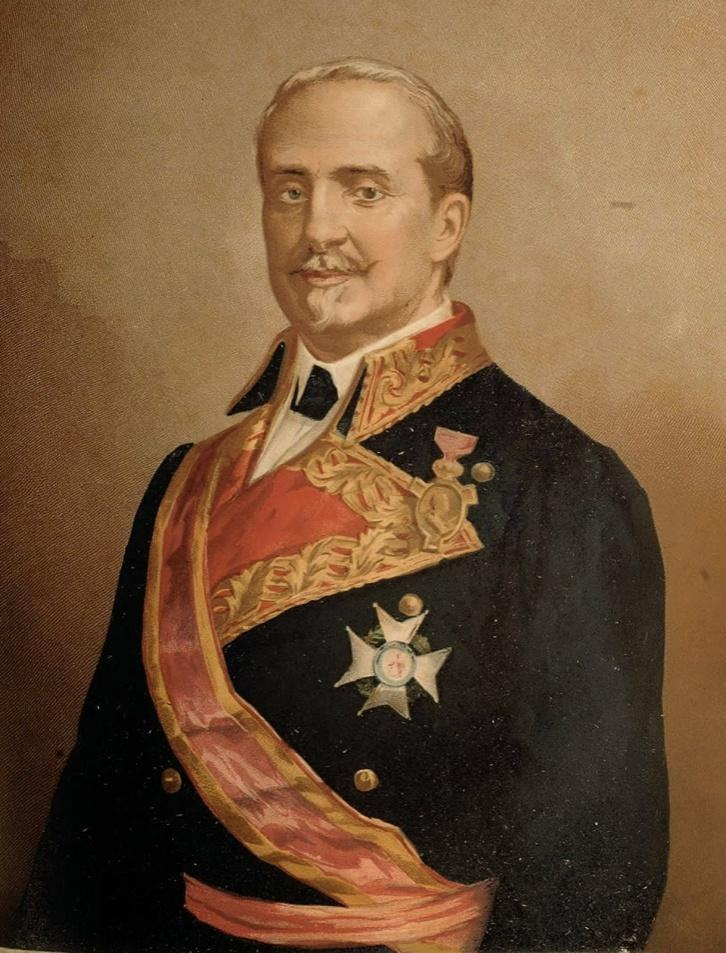
Leopoldo O'Donnell.

Una vez en el Viejo Continente, se instaló en Barcelona con su familia pero entre marzo y septiembre de 1827 se formaría la «Revuelta de los Agraviados o Malcontents» de carácter absolutista radical, alentados desde 1824 por el infante Carlos María Isidro de Borbón, que se desarrolló principalmente en Cataluña —aunque en menor medida en Valencia, Aragón, País Vasco y Andalucía— contra lo que se consideraban medidas desacertadas del gobierno del rey Fernando VII de España, como ser el no restablecimiento de la Inquisición, además de reprocharle ser un liberal encubierto.
Con estos acontecimientos que se convertirían en el antecedente de las futuras Guerras Carlistas, Alberto Nin y Soler quien fuera un convencido liberal español, y su familia se mudaron al Reino de Francia, específicamente a Marsella. Radicados en esta ciudad, fundó nuevas empresas, una de ellas relacionada con el negocio de armas, que lo llevaría a comerciar con la ciudad de Palermo, en la isla de Sicilia.

### Revolucionario de 1830 y reclusión en Montjuic
Como la política catalana estaba en su punto crítico, decidió invertir en sus ideales, dejándose llevar por la revolución de 1830 que empezó en Francia y se fue propagando por toda Europa. Con su dinero financió la revuelta española desde ese país y la estrategia quedaría en manos del verdadero instigador, el entonces capitán español Leopoldo O'Donnell.

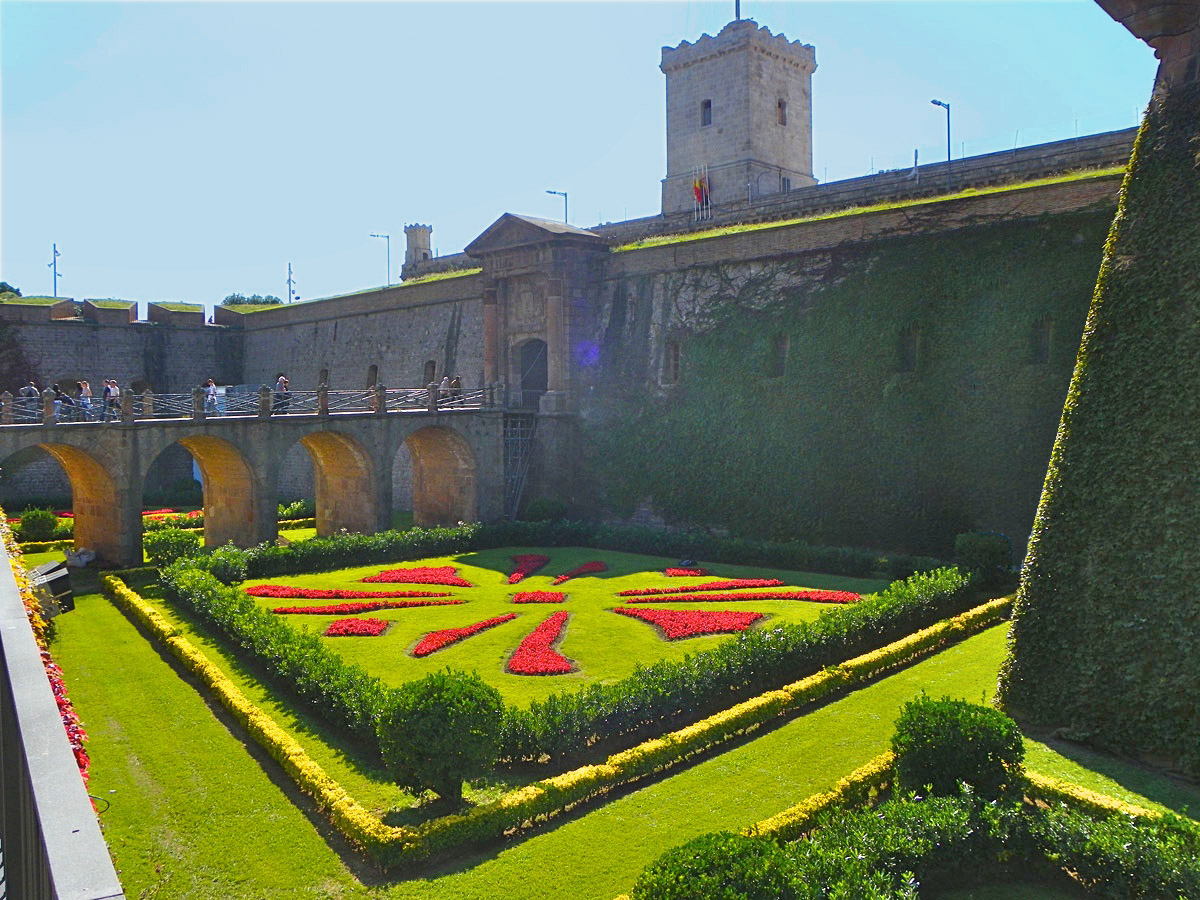
El castillo de Montjuic de Barcelona, en donde estuvo recluido Antonio Nin.

Al pasar los revolucionarios por la frontera hispano-francesa fueron capturados por mandato del rey Fernando VII y de esta forma quedó recluido en el castillo de Montjuic de Barcelona, por lo cual se le computarían varios años de prisión pero no por insurrección y portación de armas sino por editar un libro sedicioso en Marsella que tradujo él mismo del inglés al castellano y en el cual figura su nombre como autor y editor, titulado: "La moral aplicada a la política" que sería de autoría del germano-estadounidense Francis Lieber (Berlín, Reino de Prusia, 1798 – Nueva York, 1872).

## Conmutación de la pena de cárcel por el exilio y deceso

### Liberación con exilio en Francia y en Uruguay
Curiosamente luego de que su esposa Benita Reyes pidiera clemencia por él, la pena fue conmutada al poco tiempo por el exilio, pudiendo regresar a Marsella pero al encontrar su empresa quebrada, empacó todo en su barco El Federico y regresaría hacia 1831 con su familia a Sudamérica, en donde se radicaba definitivamente en Montevideo, la capital del incipiente Estado uruguayo, a donde en 1832 su esposa nuevamente concibiera por quinta vez, a la cual llamaron Leopoldina.

### Últimos emprendimientos empresariales
Actuó en proyectos de minería, ingeniería y navegación. Construyó una empresa de iluminación a gas y una planta para la conservación de carnes, utilizando una nueva tecnología de refrigeración, pero lamentablemente ambas fracasaron.

### Fallecimiento
Antonio Nin y Soler fallecería en la ciudad de Montevideo, capital del nuevo Estado Oriental del Uruguay, después del año 1846.

## Matrimonio y descendencia
El rico marino mercante hispano-catalán Antonio Nin y Soler se unió en matrimonio en la iglesia matriz de Montevideo el 23 de mayo de 1813 con la rioplatense Benita Reyes del Villar (Colonia del Sacramento, 1787-Montevideo, 24 de octubre de 1885), una hija del gallego-español Sebastián Reyes Vidal (n. Santiago de Compostela, ca. 1757) —cuyos padres fueran Cayetano Reyes (n. ca. 1727) e Isabel Vidal (n. ca. 1737)— y de la hispano-asturiana María Francisca García de Villar (n. San Cosme de Tornón del consejo de Villaviciosa de Gijón, 1774), quienes estaban casados en Colonia desde el 11 de septiembre de 1788.
Su suegra María Francisca cuando era una niña, con su madre María Manuela de Villar (n. ib., 1748) —una hija legítima de Francisco de Villar y de María Jacinta Pendants, su esposa— y con su padre José García (n. Llosa de Santo Tomás de Coro del consejo de Villaviciosa, 1746) —un hijo de Mateo y Bernarda, ambos con el mismo apellido— quien formara parte desde principios de 1780 de la 2ª compañía de milicias de La Coruña, habían embarcado en el puerto de dicha ciudad gallega el 7 de abril de 1781, para recién zarpar el día 15 del corriente en la fragata portuguesa São Josef y São Bonaventura hacia el Virreinato del Río de la Plata, junto a sus otros cinco hijos que se llamaban María Josefa (n. Coro del consejo de Villaviciosa, 1768), José (n. ib., 1769), María Antonia (n. ib., 1775), María Teresa (n. ib., 1778) y María Manuela García de Villar (La Coruña, 23 de diciembre de 1780 - Montevideo, 23 de agosto de 1781).
María Francisca García de Villar, sus padres y sus cinco hermanos arribaron a la ciudad de Montevideo el 19 de julio del mismo año, teniendo como objetivo embarcar hacia el sur para poblar la Patagonia atlántica rioplatense siguiendo las recomendaciones del Conde de Floridablanca al rey Carlos III de España, que las había aceptado por real cédula del 8 de junio de 1778 y acatado por el virrey Juan José de Vértiz y Salcedo, pero al fracasar dicho proyecto los trasladaron a la ciudad de Buenos Aires el 19 de septiembre de 1781 y finalmente se avecindaron en Colonia de Sacramento, ubicada en la entonces Banda Oriental de la superintendencia bonaerense, a mediados de 1784.
Fruto del enlace entre Antonio Nin y Benita Reyes del Villar hubo cinco hijos:
- Federico Nin Reyes[3] (Montevideo, 31 de diciembre de 1819-ib., 7 de noviembre de 1896)[18][19] fue un senador en 1854 y diputado en 1876 del Estado Oriental del Uruguay que con sus padres y hermanos había pasado sus primeros años de vida en el reino español y luego en Francia pero a su regreso al ya escindido Estado uruguayo trabajó como comerciante aunque debiese emigrar nuevamente cuando cayera el gobierno del general Manuel Oribe. A su retorno se uniría en matrimonio en la iglesia matriz de Montevideo, el 4 de marzo de 1841, con María Luisa Dolores Antuña[3][18] (n. ib., 17 de julio de 1821), una hija del doctor Francisco Solano Antuña y su esposa Manuela Lavandera Vigil y Álvarez de la Vega (n. «Villa San Juan Bautista» o Santa Lucía de Canelones, 1796). Federico y María Luisa tendrían seis[19] hijos: el ya citado Julio Nin y Antuña[3][19] (n. ca. 1844) enlazado en 1868[3] con su prima segunda Silveria Nin y Nin[2][3][19] (n. ca. 1848), seguido por la segundogénita Delia, luego por Federico, Francisco Solano, Cora y el menor, Alfredo Nin y Antuña.[19]

- Antonio Nin Reyes[20] (Montevideo, 9 de junio de 1821-Asunción, 1866) era un cónsul uruguayo destinado a la República del Paraguay y residiendo allí se había unido en matrimonio en Asunción con Carmen Recalde, una hija de Felipe Recalde y de Josefa Díaz de Bedoya, con quien tuvo diez hijos, siendo todos naturales de esta república. Durante la Guerra de la Triple Alianza, sería mandado a fusilar por el dictador paraguayo Francisco Solano López en el año 1866, junto a varios compatriotas y demás extranjeros.[20]

- Eloísa Nin Reyes (n. Marsella de Francia, ca. 1828)[1][21] enlazada en Montevideo desde el 11 de abril de 1846[21] con el rico empresario alemán y hacendado uruguayo-argentino Fernando Ernesto Nebel —o bien en alemán: Ferdinand Ernst von Nebel Habes— (Hamburgo-Altona del germánico Ducado de Holstein, Reino de Dinamarca y Noruega, 9 de octubre de 1809)[17] que era un nieto del rico empresario Johann Nikolaus von Nebel quien fuera alcalde napoleónico de Coblenza, y viudo de la que fuera su primera esposa[22][23] desde el 20 de febrero de 1836,[22] Feliciana García Sánchez[22][23] (n. Montevideo, 1814),[22] con quien había tenido una hija llamada Petrona Nebel (n. ca. 1838) que se casaría el 26 de abril de 1862 con Eduardo Bustamante.[23] Fernando Nebel y Eloísa Nin concibieron a cinco hijos: Alberto Nebel Nin[24] (n. ib., ca. 1848) quien fuera vicecónsul en Buenos Aires en el año 1889, Eduardo Nebel Nin[22][25][26][27] (ib., ca. 1850-Concordia, ca. 1918) enlazado entre enero y marzo de 1876 en Guaviyú[22] de Salto con Isolina Panelo Rivas[22][28][29] —que serían padres de seis hijos uruguayos, entre ellos el primogénito Eduardo Nebel Panelo[30][31] (n. Mercedes de Soriano, e/octubre y diciembre de 1876) que también fue hacendado y empresario— y seguido por Catalina Ema, Alfredo y Gustavo Nebel Nin.

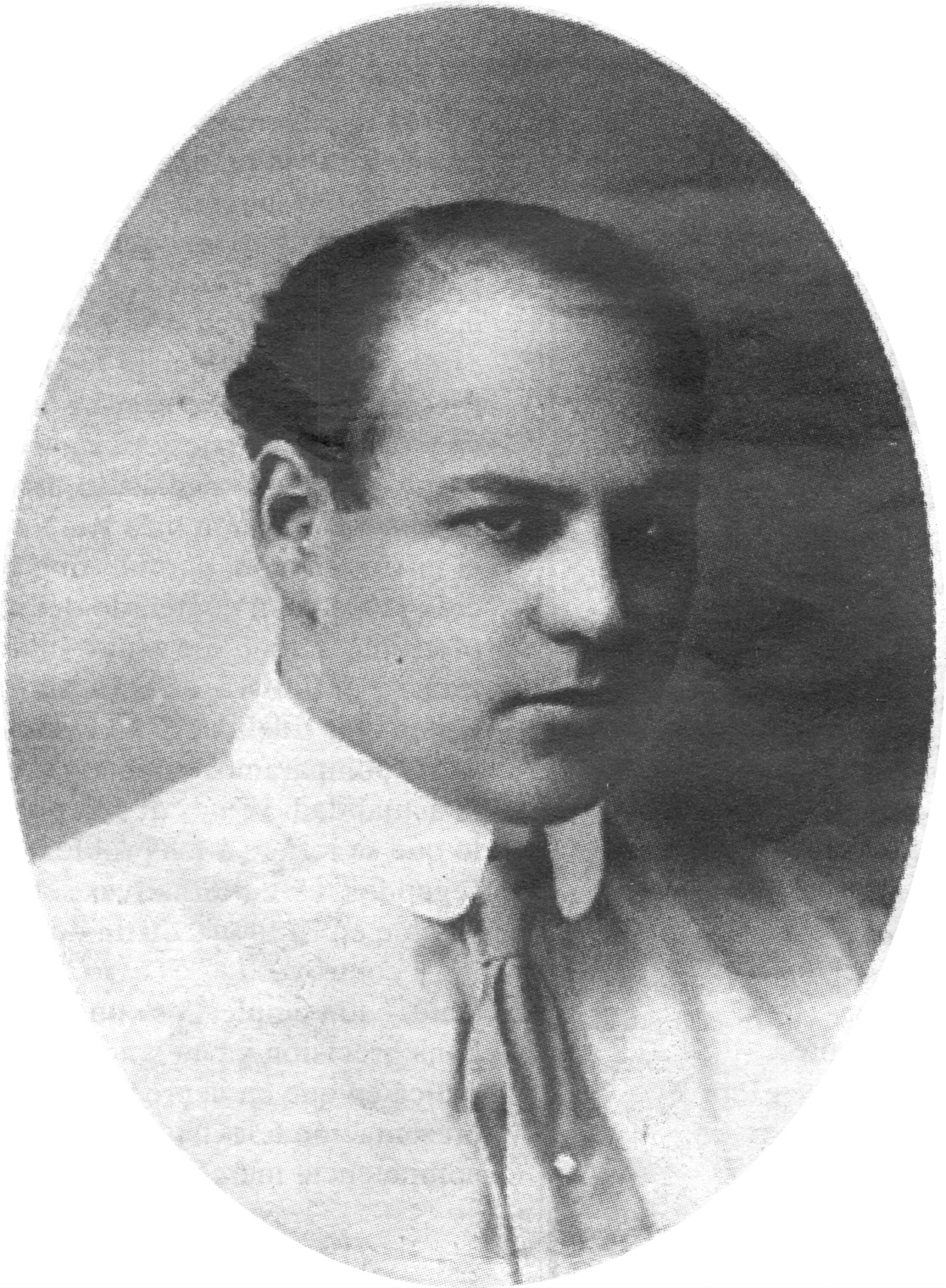
Literato uruguayo Alberto Nin Frías.

- Matilde Nin Reyes (n. Marsella, ca. 1830)[1][32][33] se unió en primeras nupcias en Montevideo el 18 de noviembre de 1848[32][33] con Manuel Frías Ávila[32][33][34] (n. Buenos Aires, ca. 1818), un hijo de Pedro de Frías y Justa de Ávila,[32][33] y tuvieron a Matilde Frías Nin que posteriormente se enlazaría[33] con su primo segundo, el doctor Alberto Nin y Nin[2][3][4] (1853-1919) quien fuera abogado y político nombrado ministro plenipotenciario en Bélgica y Suiza,[3] que luego llegó a ser presidente del Supremo Tribunal de Justicia uruguayo y posteriormente sería enviado como embajador al Reino Unido de Gran Bretaña e Irlanda en 1887. Matilde Frías y Alberto Nin concebirían al literato Alberto Nin Frías.

- Leopoldina Nin Reyes[4][32] (Montevideo, 1832-ib., 1923) en nupcias con su concuñado[34] Emiliano Domingo Frías Ávila[4][32] (n. Buenos Aires, ca. 1824)[32] quienes concibieran a Ernesto Pedro Frías Nin (Montevideo, 7 de agosto de 1854-Buenos Aires, 17 de mayo de 1918) casado en 1880 con María İlla cuyos padres fueran Juan José İlla y Faustina de Castro,[34] Alberto Frías Nin (ib., 11 de abril de 1867-ib., 22 de octubre de 1950) y Elena Eugenia Frías Nin (n. Buenos Aires, 3 de febrero de 1871).